# Списък на римските управители на Горна Германия
Списък на римските управители на римската провинция Горна Германия (legatus Augusti pro praetore Germaniae Superioris):
- Гней Корнелий Лентул Гетулик (29 - 39)
- Сервий Сулпиций Галба (39-41/42)
- Гай Вибий Руфин (41/42 - 46/47)
- Публий Калвизий Сабин Попмоний Секунд (50/51)
- Тит Куртилий Манциа (56 - 58)
- Луций Антисций Вет (55-56)
- Луций Вергиний Руф (65-68)
- Марк Хордеоний Флак (68/69)
- Апий Аний Гал (70 - 72)
- Луций Ацилий Страбон времето на Веспасиан (сл. 71)
- Квинт Корелий Руф (82)
- Луций Антоний Сатурнин (88 - 89)
- Гай Октавий Тидий Тосиан Луций Иаволен Приск (89/90 - 91/92)
- Секст Лузиан Прокул (93 - 97)
- Марк Улпий Нерва Траян 96/97
- Луций Юлий Урс Сервиан (97/98)
- Гай Ауфидий Викторин (162 - 166)
- Публий Корнелий Анулин (180)
- Квинт Аиаций Модест Кресцентиан (209)
- Секст Катий Клементин Присцилиан (231)
- Гай Месий Квинт Деций Траян (232 - 235)
- Марк Касианий Латиний Постум (259/260). Узурпира властта и образува Галската империя

През 300 г. южната част (Швейцария) на провинцията преминава към Provincia Maxima Sequanorum, а от 5 век е към Бургундия. Северната част на Горна Германия става част от Алемания.